# N.R.M.
N.R.M. (бел. Незалежная Рэспубліка Мроя) — белорусская рок-группа, основанная в Минске в 1994 году участниками рок-группы «Мроя». Коллектив исполняет песни на белорусском языке, а при написании текстов часто использует белорусскую латинку.

## История

### 1994—2010

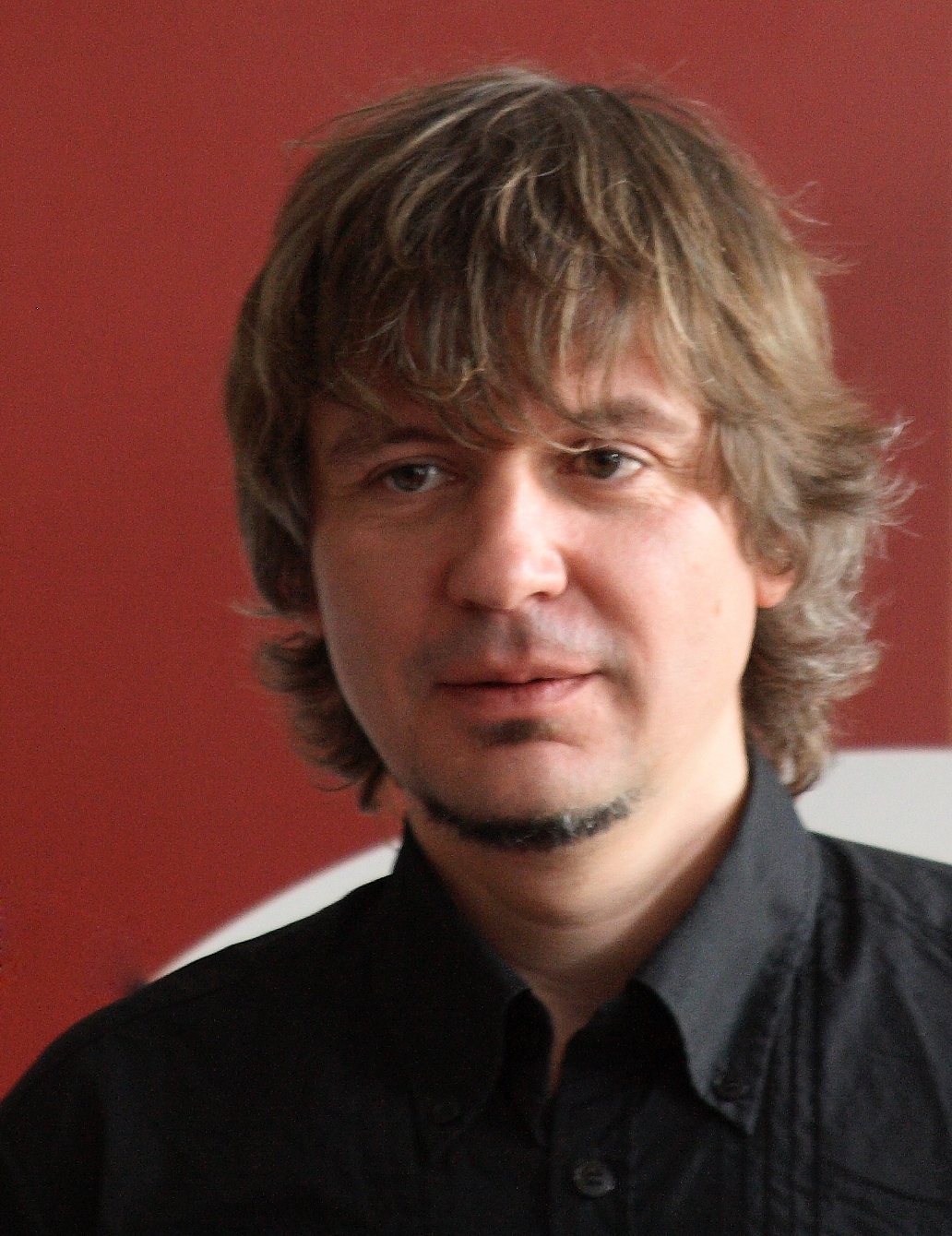
Лявон Вольский, 2009 год

Группа была создана в 1994 году на основе группы «Мроя». Смена названия была связана с желанием отойти от стереотипов, связанных с «Мроей», и начать играть новую музыку на новом уровне. Альбом «Пашпарт грамадзяніна N.R.M.», вышедший в 1998 году стал качественным переходом группы на новую ступень в работе над музыкой.
Альбом «Try čarapachi» 2000 года стал вершиной творчества группы. Слегка изменилась музыка и стилистика текстов, что стало причиной отхода некоторых старых любителей группы и появления многочисленных новых. Музыка стала более тяжёлой, тексты — более глубокими и актуальными. Вообще альбом значительно более профессиональный, чем предыдущие. Одной из самых хитовых песен N.R.M. стала сама «Try čarapachi», без которой сейчас не обходится ни один концерт.
С 2000 года участники стали больше своего времени выделять на работу в других музыкальных проектах, в связи с чем почти вся рок-сцена Белоруссии так или иначе оказалась связана с участниками группы N.R.M., альбомы группы стали появляться реже, а количество сольных концертов уменьшилось.
«Dom kultury» (2002) стал закреплением перехода, обозначенного в 2000 году. Заметные хиты — «Try čarapachi — 2» и «Fabryka».
Но с 2002 года начали появляться и слухи о предстоящем развале группы, поскольку за следующие 4 года не было издано ни одного нового альбома (только две новые песни на сборнике «Справаздача 1994—2004»). Однако в течение следующих трёх лет группа продолжала активную концертную деятельность. Состоялись многочисленные выступления за границей: в Польше, Германии, Словакии, Швеции. У себя на родине в это время группа входила в список запрещённых, поэтому концерты проходили редко и в полуподпольных условиях.
В 2007 году был издан долгожданный шестой студийный альбом «06». Он был записан, по словам Лявона Вольского, под влиянием политических событий весны 2006 года. Альбом «06» составлен из разностилевых песен и выделяется тем, что при записи были использованы новые для группы инструменты — виолончель, мандолина, клавишные. Кроме того, впервые песни исполняет не только Лявон Вольский, но и остальные участники группы и даже детский хор.
После событий конца 2007 года группа вычеркнута из списка запрещённых, что даёт ей возможность выступать с легальными концертами в Белоруссии, чем группа и занимается, проводя активную концертную деятельность в течение всего 2008 года. В начале 2010 группой впервые после трёхлетнего перерыва была записана новая песня — «Палітыка-паралітыка». Однако в 2011 году, после событий 19 декабря, группа снова попала в список запрещённых (хотя белорусские власти всячески отрицают существование подобного списка).

### 2011—наши дни
В начале 2011 года Пит Павлов сообщил, что на нынешней «Рок-коронации» группа будет выступать без Лявона Вольского, который по его словам взял «бессрочный неоплачиваемый отпуск». На следующий день Лявон рассказал, что узнал о своём «отпуске» из прессы. Он сообщил, что для такого решения группы действительно могли быть «некоторые предпосылки», однако перед этим с ним никто не говорил и не советовался. Вольский попросил прощения у фанатов за то, что такая ситуация стала возможной. На 15-й «Рок-коронации» группа N.R.M. выступала уже без своего бессменного вокалиста, вокальные партии исполнял гитарист Пит Павлов. С этого момента Лявон Вольский больше не принимал участие в деятельности группы.
Весь 2011 год группа выступала без него, представила новую песню Аўтарадыё в поддержку одноимённой закрытой радиостанции и готовила песни для нового альбома под рабочим названием «Д.П.Б.Ч.».
Группа начала гастролировать по стране, хотя в некоторых городах концерты всё же отменялись. 16 февраля 2012 года вышел первый сингл Прамень из будущего нового альбома и представлен видеоклип на эту песню. 18 мая 2012 в Минске прошёл благотворительный концерт «Прамень сонца» с участием N.R.M.
В 2013 году N.R.M. приняла участие в национальном отборе на конкурс песни Евровидения-2013. Для конкурса группа подготовила стилизованную под народную песню Кузнічка. Всего на конкурс пришло 75 заявок из которых 10 были выбраны для участия в финале республиканского отбора, группы N.R.M. среди финалистов не было. Пит Павлов рассказал, что группа подверглась травле со стороны белорусскоязычного сообщества из-за желания участвовать в этом конкурсе.
Новый альбом «Д.П.Б.Ч.» вышел в октябре 2013 года. Альбом был встречен довольно прохладно. Критики в основном отметили только первый трек Мроя мая.
Во время протестов 2020 года в Белоруссии группа собралась классическим составом (с Лявоном Вольским) и записала видео, в котором они исполняют песню Тры чарапахі. Участники записи прокомментировали это решением на своём примере показать необходимость объединения общества в такое время.
После релокации в Польшу группа продолжила концертную деятельность.
N.R.M. сыграли концерты в Стокгольме (Швеция), Таллине (Эстония), Риге (Латвия), Вильнюсе (Литва), Варшаве, Гданьске, Белостоке (Польша)

## Дискография

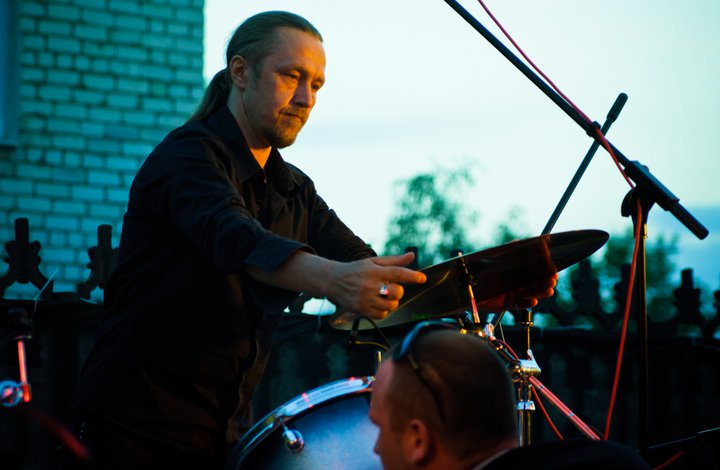
Олег Демидович, 2011 год

### Альбомы
- ŁaŁaŁaŁa (1995)
- Одзірыдзідзіна (1996)
- Пашпарт грамадзяніна N.R.M. (1998)
- Try čarapachi (2000)
- Dom kultury (2002)
- 06 (2007)
- Д.П.Б.Ч. (2013)

Концертные:
- Акустычныя канцэрты канца XX стагодзьдзя (1999)

Сборники:
- Made in N.R.M. (1997)
- Spravazdača 1994-2004 (2004)

Трибьюты:
- Viza Незалежнай Рэспублікі Мроя (2003)

Синглы:
- «Samotnik» (2000)
- Lubiš — Lubi (2019)

### Совместные проекты
- Песьнярок[тарашк.] (1997)
- Народны Альбом[тарашк.] (1997)
- Вольныя танцы: слухай сваё[тарашк.] (1999)
- Вольныя танцы: альтэрнатыва by (2001)
- Сэрца Эўропы in rock[тарашк.] (2001)
- Personal Depeche[тарашк.] (2002)
- Генералы айчыннага року[тарашк.] (2004)
- Песні свабоды-2[бел.] (2006)
- Песьні свабоды-3[тарашк.] (2007)
- НезалежныЯ (2008)
- Budzma The Best Rock / Budzma The Best Rock/New (2009)

## Участники
- Пит Павлов — соло-гитара (1994 — наше время), ведущий вокал (2010 — наше время), бэк-вокал (1994 — 2010)
- Юрась Левков[бел.] — бас-гитара (1994 — наше время), бэк-вокал (2010 — наше время)
- Алезис Демидович[бел.] — ударные (1994 — наше время), бэк-вокал (2010 — наше время)
- Василь Ярмоленко - бас-гитара (2023 — наше время) сессионный музыкант

#### Бывшие участники
- Лявон Вольский — ведущий вокал, ритм-гитара (1994 — 2010, 2020[20])
- Ян-Винцент Луцевич — ритм-гитара (2015 — 2022) сессионный музыкант

## Сайд-проекты
- Крамбамбуля: Лявон Вольский
- Zet: Лявон Вольский
- Garadzkija: Пит Павлов
- Pete-Paff: Пит Павлов